# Jenny Wren
"Jenny Wren" é uma canção do cantor e compositor britânico Paul McCartney, lançada em novembro de 2005, e parte do álbum Chaos and Creation in the Backyard, distribuído no mesmo ano.
A canção, lançada como o segundo single do projeto, alcançou a vigésima segunda posição nas paradas de singles no Reino Unido. Sua estrutura se assemelha a outras canções de teor mais folk de Paul, como "Blackbird" e "Calico Skies". A música foi gravada em outubro de 2004, recebendo overdubs no mesmo mês.

## Faixas
- Single digital lançado em 31 de outubro de 2005

1. "Jenny Wren" (radio edit) – 2:09

- 7" R6678

1. "Jenny Wren" – 3:47
2. "Summer of '59" – 2:11

- CD CDR6678

1. "Jenny Wren" – 3:47
2. "I Want You to Fly" – 5:03

- Maxi-CD CDRS6678

1. "Jenny Wren" – 3:47
2. "I Want You to Fly" – 5:03
3. "This Loving Game" – 3:15